# Mosquete Potzdam
El Potzdam fue el mosquete estándar del Ejército Real de Prusia (Königlich Preußische Armee en alemán) desde el siglo XVIII hasta las reformas militares de la década de 1840. Tuvo cuatro modelos que fueron producidos en 1723, 1740, 1809 y 1831 respectivamente.

## Historia
Potzdam, a las afueras de Berlín, había sido el lugar preferido de residencia de Federico el Grande de Prusia así como la ciudad donde se produjo el mosquete, de ahí su nombre. Aunque el mosquete era más adecuadamente llamado mosquete de infantería prusiano o mosquete modelo prusiano, estos mosquetes posteriormente fueron conocidos como "mosquetes Potzdam".
Después de que Frederico el Grande fuera coronado en 1740, ordenó el mosquete prusiano, una versión de 1723, para su ejército. El mosquete Potzdam ya se había ganado un nombre por sí mismo al ser el primer mosquete estándar de fabricación alemana, y el Modelo 1740 consolidó aún más a Potzdam como el arsenal clave para Alemania. Los mosquetes fueron ampliamente utilizados por los prusianos y soldados de los diversos principados alemanes en el siglo XVIII. Las tropas hessianas contratadas por los británicos, así como las tropas de otras principados alemanes que combatieron en las Trece Colonias de la América británica, también usaron estos mosquetes contra los rebeldes.

## Características de diseño
Siendo el mosquete un arma con cañón de ánima lisa, el Potzdam era preciso a una distancia de aproximadamente 91 m (100 yardas) contra infantería de línea, pero se prefería emplearlo a distancias menores cuando se abría fuego en masse. El calibre de los mosquetes Potzdam variaba entre 18,03 mm (.71) y aproximadamente 20 mm (.78), siendo más grande que los calibres de los mosquetes de otras potencias.
La longitud del cañón de los mosquetes Potzdam variaba entre 884,6 mm (34,82 pulgadas) y 1.164 mm (45,82 pulgadas), con una longitud promedio entre 1.420 mm (55,91 pulgadas) y 1.565 mm (61,61 pulgadas), y pesando entre 4,42 kg (9,74 libras) y 4,88 kg (10,75 libras). La culata y el guardamanos estaban hechos de madera de nogal. Las piezas sometidas a tensiones del Potzdam, tales como el cañón y la llave de chispa, estaban hechas de acero, con las armellas para la correa portafusil hechas de hierro y otras piezas como la cantonera, el guardamonte y el cuerpo de la baqueta, hechas de latón.
Pese a no tener alza, el diseño de los mosquetes Brown Bess era virtualmente idéntico al de los mosquetes Potzdam hasta 1809. 

## Variantes

### Modelo 1723
El mosquete de infantería Potzdam Modelo 1723 fue la primera arma larga estándar del Ejército de Prusia. Fue el rival del mosquete Charleville (1717) francés y del mosquete Brown Bess (1722) inglés.
Estos mosquetes fueron fabricados en calibre .73 para permitir el uso de las balas militares británicas. Su cañón estaba fijado al guardamanos mediante pasadores y cuatro tubos contenían una baqueta de acero con cabeza acampanada. Una característica muy inusual para los mosquetes con cañones sujetados por pasadores era el punto de mira, que estaba hecho de latón, haciendo que la ubicación óptima del tope de la bayoneta fuese debajo del cañón, donde se montaba una bayoneta con sección triangular cruciforme de 470 mm (18,50 pulgadas) de longitud y cuyo cubo tenía un diámetro interno aproximado de 21,7 mm (0,85 pulgadas).
El mosquete de infantería Potzdam Modelo 1723 para la Guardia (Infanteriegewehr Modell 1723 für die Garde en alemán) tenía un calibre de aproximadamente 20 mm (.78). Su cañón medía 1.164 mm (45,82 pulgadas) y su longitud promedio era de 1.565 mm (61,61 pulgadas), pesando 4,88 kg (10,75 libras).  

### Modelo 1723/Modelo 1740
El mosquete de infantería Potzdam Modelo 1740 era un derivado del Modelo 1723 y fue producido desde 1740 hasta 1760, empleando las mismas piezas estándar. Sus abrazaderas eran de latón y su cañón fue acortado al retirarle 27,4 mm (11 pulgadas). Fue suministrado a los estados alemanes aliados durante y después de la guerra de los Siete Años, además de ser producido en Herzberg, Wesel, Schmalkalden y Suhl.
El Modelo 1740 tenía un cañón de 884,6 mm (34,82 pulgadas) de longitud, una longitud promedio de 1.285,6 mm (50,61 pulgadas) y pesaba menos de 4,5 kg (9 libras).    
El mosquete Modelo 1740 era considerado obsoleto a inicios del siglo XIX. Su pobre desempeño contribuyó a la derrota alemana en Jena en 1806. Aunque el Modelo 1723/Modelo 1740 finalmente cedió el paso al mosquete de infantería Potzdam Modelo 1809, todavía estaba en uso con los soldados prusianos en la Batalla de Waterloo en 1815 y después.

### Modelo 1809
El mosquete de infantería Potzdam Modelo 1809 fue ensamblado durante las guerras napoleónicas en el Arsenal de Potzdam, al igual que su predecesor. Tenía abrazaderas de acero en lugar de latón para reducir costos, inspirándose del diseño del mosquete francés Charleville Modelo 1777. El martillo tenía un troquelado decorativo en forma de corazón y el rastrillo tenía un escudo protector para mantener la pólvora seca en clima húmedo. Los pasadores fueron descartados en favor de tres abrazaderas. Inusualmente, el punto de mira estaba moldeado en la abrazadera posterior en lugar de la abrazadera de la boca del cañón.
El Modelo 1809 tenía un cañón de 1.048 mm (41,25 pulgadas) de longitud, una longitud promedio de 1.434 mm (56,45 pulgadas) y pesaba aproximadamente 4,5 kg (9 libras). Su calibre se redujo a 18,03 mm (.71). Sus cañones eran producidos en Spandau, siendo llevados a Potzdam para su acabado y ensamblaje final.
En la batalla de Waterloo, el Potzdam Modelo 1809 fue el mosquete más usual empleado por las tropas de Blücher. Debido a su gran calibre, podía disparar las balas de los soldados británicos y franceses caídos, aunque las pequeñas balas francesas rebotarían a lo largo del cañón reduciendo así la precisión y el poder de parada.
La bayoneta de cubo del Potzdam Modelo 1809 fue diseñada a partir de la bayoneta del mosquete francés Charleville. Al igual que la mayoría de bayonetas de inicios del siglo XIX, tenía una hoja triangular de 489 mm (19,25 pulgadas) de longitud. Sin embargo, a su cubo le faltaba la caja normalmente usada para asegurar la bayoneta en el punto de mira del cañón.

### Modelo 1831
Los prusianos fabricaron desde 1831 hasta 1839 una conversión con llave de percusión del mosquete Potzdam Modelo 1809. Estos fueron producidos no solamente en Potzdam, sino también en Danzig. El mosquete Modelo 1831 fue reemplazado por el fusil Dreyse en 1841 y la mayor parte de las armas de avancarga fueron vendidas a los estadounidenses para emplearlas en la guerra de Secesión. Estas fueron suministradas al Ejército de la Unión en una fecha tan tardía como 1864.

## Galería

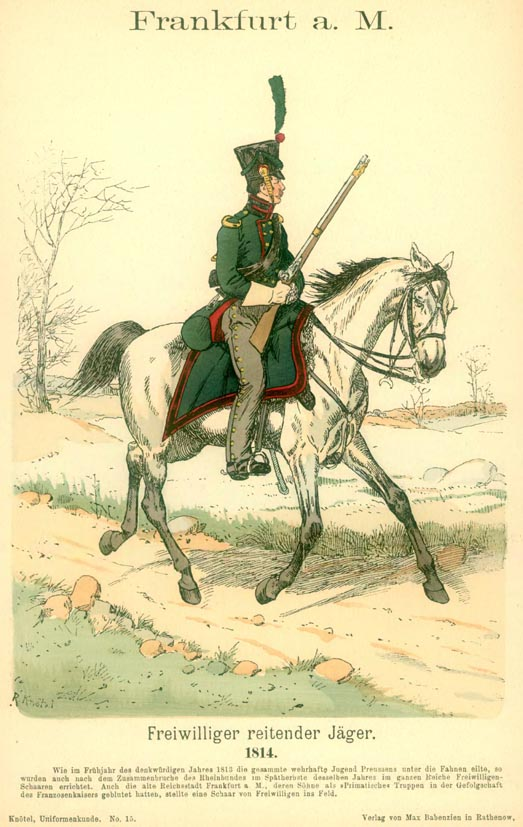
Variante carabina del Modelo 1809, suministrada a los dragones del Electorado de Hesse en 1814.
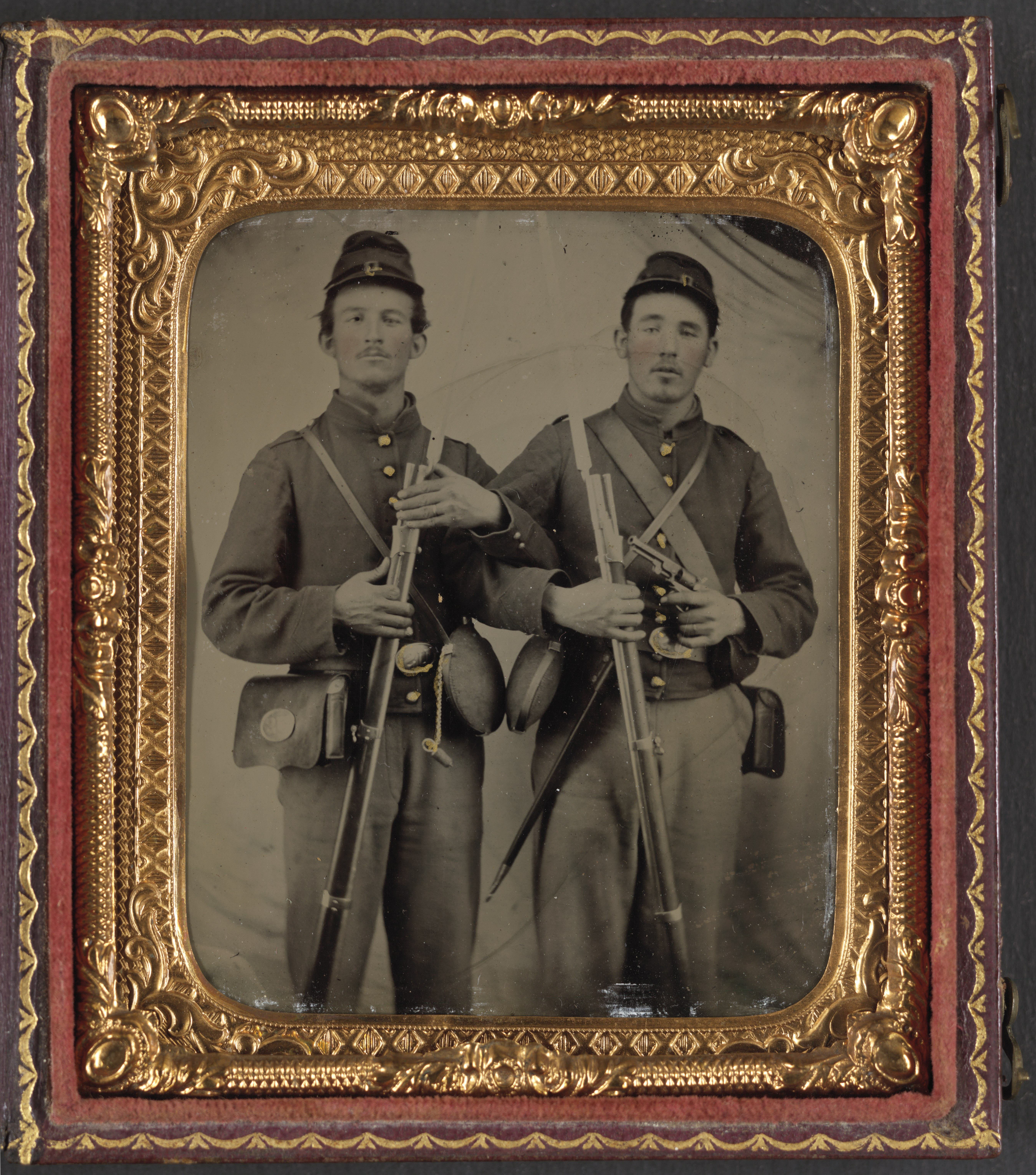
Soldados del Ejército de la Unión, armados con mosquetes Modelo 1809.
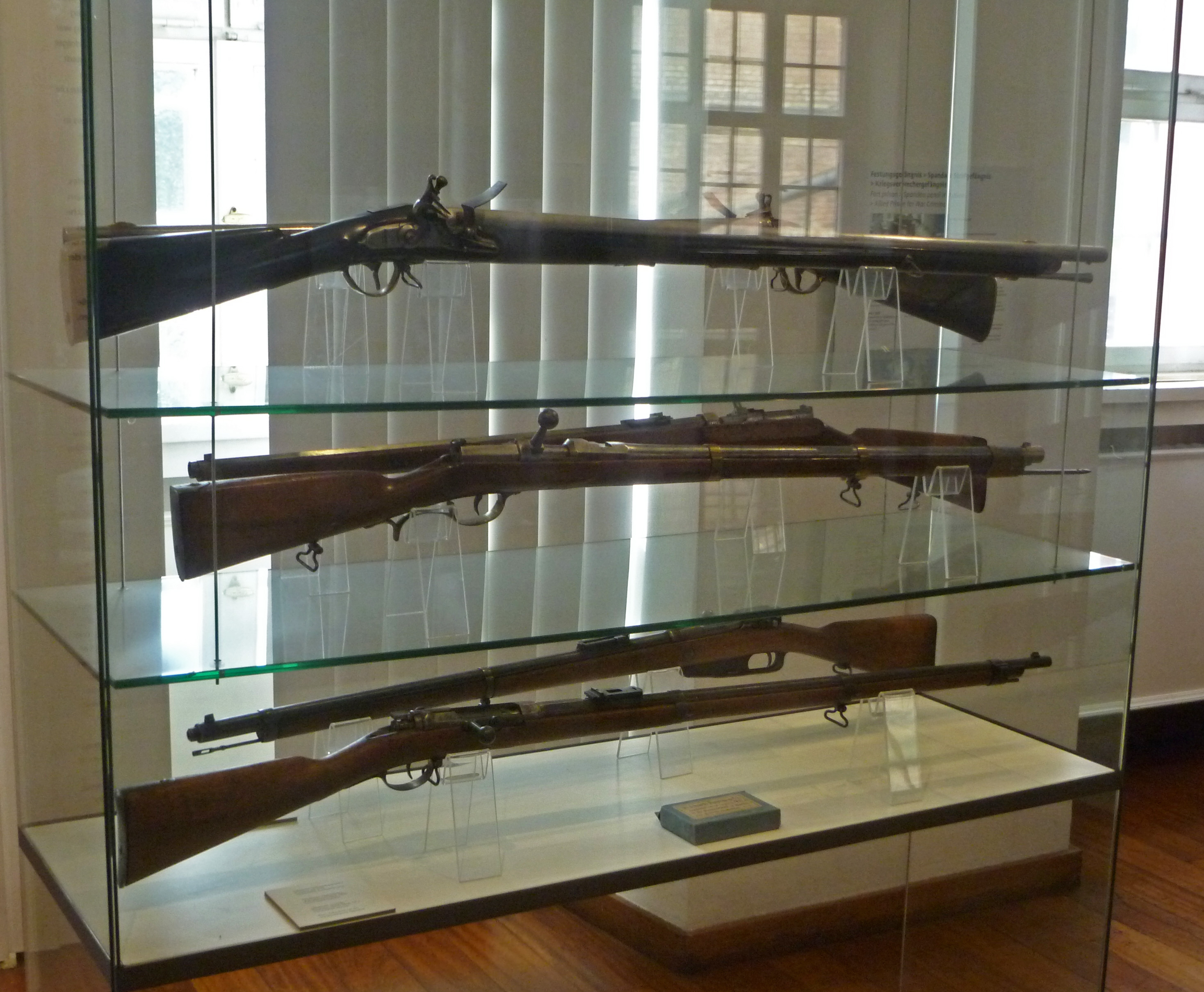
Mosquete Modelo 1740 (arriba), fusil Dreyse (centro) y Mauser Modelo 1871 (abajo), producidos en el Arsenal de Spandau.